# ریو سایتو
ریو سایتو (انگلیسی: Ryo Saito؛ زادهٔ ۱۵ اوت ۱۹۷۹) کشتی‌گیر کشتی حرفه‌ای اهل ژاپن است.